# 渡部董之介

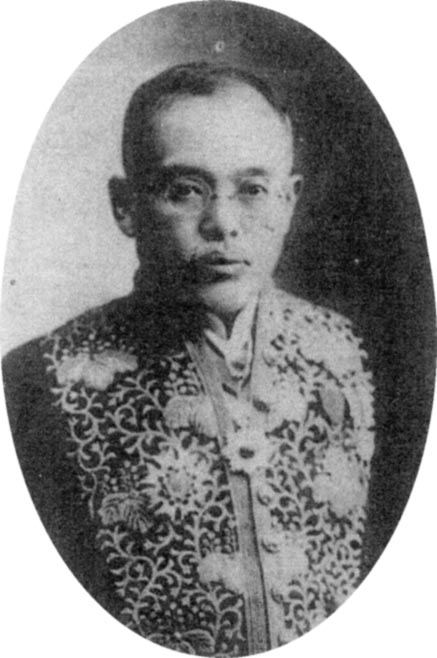
渡部董之介

渡部 董之介（わたなべ とうのすけ、慶応元年4月15日（1865年5月9日） - 昭和13年（1938年）2月9日）は、日本の文部官僚、教育者。

## 経歴
現在の岐阜県出身。1889年（明治22年）、帝国大学文科大学哲学科を卒業。文部省試補、視学官、参事官・書記官、参事官・図書審査官、図書監査官・図書課長心得などを歴任した後、第七高等学校造士館 (旧制)長に就任した。
その他、維新史料編纂会委員を務めた。